# Hladnikova ulica, Novo mesto
Hladnikova ulica je ena od ulic v Novem mestu. Svoje ime je dobila leta 1955, imenuje pa se po skladatelju in organistu Ignaciju Hladniku. Ulica poteka od Gorenjih vrat do Kapiteljske ulice in obsega štiri hišne številke. Od leta 1892 do 1955 se je imenovala Kapiteljska ulica, pred tem pa Spitalgasse.
Ignacij Hladnik je večino svojega življenja preživel v Novem mestu, kjer je poučeval glasbo in vodil več pevskih zborov. Bil je pevovodja Dolenjskega pevskega društva, poučeval je petje v Rokodelskem domu, vodil je pevski zbor grmske kmetijske šole ter 27 let gimnazijski pevski zbor. V frančiškanskem samostanu je orglal in vodil pevski zbor, aktivno pa je sodeloval tudi pri Glasbeni matici.